# Villogorgia gracilis
Villogorgia gracilis is een zachte koraalsoort uit de familie Plexauridae. De koraalsoort komt uit het geslacht Villogorgia. Villogorgia gracilis werd in 1878 voor het eerst wetenschappelijk beschreven door Studer. 